# Zastava Grenade
Zastava Grenade usvojena je 1974. Na njoj se nalazi sedam zvijezda koje simboliziraju sedam pokrajina ove zemlje. U sredini se nalazi jedna zvijezda na crvenom krugu kao simbol župe Saint George, u kojoj se nalazi istoimeni glavni grad.
Na lijevoj strani nalazi se muškatni oraščić, jedan od glavnih usjeva ove zemlje, inače poznate po svojim začinima. 
Na zastavi se nalaze panafričke boje - crvena, zlatna i zelena, kao simbol afričkog identiteta.

## Vanjske poveznice
- Flags of the World